# Паметници и мемориали в Копривщица
| Изображение | Построен          | Местоположение                                         | Информация |
|             | 1928              | Площад „20-ти Април“                                   | Мавзолей костница в чест на Априлци – с параклис, построен по случай 50-годишнината на Априлското въстание. Строежът започва през 1926 и завършва през 1928 г. по проект на арх. Пантелей Цветков. Има два етажа с размери 1200/1200/1100 см и купол с металическа обковка, завършващ с кръст. Строителството е извършено със средства на х. Ненчо Палавеев от местни каменоделци. |
|             | 1970-те           | Площад „20-ти Април“                                   | Паметник на „Кървавото писмо“ и събитията от 1944 година |
|             | 1965              | Барикадите                                             | Мемориално-възпоменателен комплекс „Барикадите“ – построен по инициатива на комитет за изграждането му за увековечаване паметта на загиналите партизански командири и комисари. Участват подразделения на армията, местни жители със средства и труд в рамките на ТКЗС от Копривщица и региона. Извършва се строеж на пътя до там и до м. „Меде дере“ и с. Старосел, извършва се и елекрификация на обекта. Мемориално-възпоменателният комплекс включва в себе си туристически дом на три етажа с хотел-ресторант със заседателна зала, туристическа кухня и музейна сбирка. След промените в края на XX век, обектът е изоставен на произвола на съдбата и се саморазрушава. |
|             | 6 юли 1969        | Барикадите                                             | Надгробен паметник на Страхил – комплекс от паметници, строени едновременно, придружават мемориално-възпоменателния комплекс „Барикадите“, тържественото им откриване е на 6 юли 1969 г. Изработката е дело на Джоко Радивоевич, като скулпторът отказва да приеме авторски хонорар. На това място в каменни морени са оформени бюст-барелефи на загиналите на 8 юли 1944 г. в с. Старосел партизани от бригадите „Г. Бенковски“ и „В. Левски“. |
|             | 6 юли 1969        | Барикадите, в местността „Петдесятница“                | Паметник на шестнадесетте и паметник на Велко Йончев и Кунчо Фитлеков – съграден е от врачански камък. Представлява горящ факел, като встрани от него са издълбани образите на 14 партизани, загинали на 8 август 1944 г. и живо изгорените Велко Йончев и Кунчо Фитлеков. |
|             | 1958              | Бит пазар                                              | Мемориален комплекс Братска могила – създаден е в памет на загиналите в Съпротивата и Втората световна война (1923 – 1945), по проект на Георги Гергов и Иван Кесяков. |
|             | 1976              | Копривщица                                             | Мемориален комплекс „Човекът, що даде фаталния знак“ – издигнат е в памет на Георги Бенковски и Хвърковатата чета, с девиза „Ставайте робове, аз неща ярем“, по проект на Христо Танев и Петко Татаров. |
|             | 1928              | До моста на „Първата пушка“                            | Барелеф в памет на обявяването на Априлското въстание – изработен е от Анастас Дудулов. Представлява гранитен блок със стъпаловидна основа с размери 250/240/30 см. В него е вградена бронзова отливка барелеф на въстанник с пушка, а над него – ечаща църковна камбана. От едната му страна са издълбани имената на четниците от отряда на Георги Тиханек, чийто изстрел слага началото на Априлската епопея. От другата страна на изобразения въстаник е положен текст в прослава на събитията от 1876 г. |
|             | 1973              | Пред СУ „Любен Каравелов“                              | Паметник на Любен Каравелов – изработен от Надежда Петренко и Иван Сиврев. Въздигнат е от черно смолянско габро и представлява единен комплекс с училищната сграда. |
|             | 1980              | До дома на революционера, в малък парк                 | Паметник на Тодор Каблешков – изработен от Йордан Гаврилов и Георги Папагалов. Има оформен фундамент от гранитни блокчета. Фигурата на героя е обърната към изгрева на Слънцето, излята е от бронз и е висока 290 см. |
|             | 1914              | Двора на старото училище                               | Паметник на загиналите в Балканските войни (1912 – 1913) – изработен от Ат. Петров. Пресеченият четиристенен пирамидален обелиск е направен от черен полиран гранит с размери 300/55/55 см. От двете му страни се четат надписи с имената на загиналите в тези войни 53-ма копривщенци. Във височина паметникът завършва с православен кръст. |
|             | 1939              | Рейница                                                | Паметник на Аврелиян – казак, загинал за освобождението на Копривщица. Намира се в местността „Рейница“, срещу другата забележителност по тези места – „Сополивите камъни“, на около 6 км по пътя към град Стрелча. Аврелиан е руски казак от първа конна бригада на II гвардейска дивизия. Паметникът е направен по поръчка на местен инициативен комитет, съставен от общественици и културни дейци и е изграден с обществени средства. Има вид на пресечена пирамида с размери 300/150/130 см, съставена от поредица гранитни блокчета, увенчана с голям кръст. |
|             | 1934              | Гробищен парк на храм „Успение на Пресвета Богородица“ | Надгробен паметник на Димчо Дебелянов – изработен от Иван Лазаров, във връзка с пренасянето на тленните останки на поета от Демир Хисар в Копривщица. Изработен е от айтоски андезит (куршум камък) с размери 200/140/70 см. |
|             | 1956              | Къща музей на Любен и Петко Каравелови                 | Бюст-паметник на Любен Каравелов – изработен по проект на Петър Балабанов. Състои се от пиедестал, изработен от Атанас Юруков, и бюст с размери 130/100/50 см. |
|             | 1962              | Къща музей „Георги Бенковски“                          | Бюст-паметник на Георги Бенковски – изработен от скулптора Минков от гранит с размери 110/60/30 см. Бюстът е направен от айтоски андезит, а постаментът – от гранит, който е направен от Атанас Юруков. |
|             | 1960              | Къща и килийно училище „Хаджи Геро Добрович-Мушек“     | Бюст-паметник на Найден Геров – изработен е от скулптора Минков. Скулптурата има пиедестал и бюст с размери 190/60/50 см. Бюстът е направен от айтоски андезит, а постаментът от гранит. Първоначално е поместен в двора на старото училище, но през 1973 г. по случай 150-годишнината на Найден Геров е преместен на сегашното си място. Паметникът е повреден при пътен инцидент и при подмяната на бюста губи около 40 см от височината си и вече не е зеленикав, а почти бял на цвят. |
|             | 1968              | Музей на просветното дело                              | Бюст-паметник на Яко Доросиев – организационен секретар на ЦК на БКП, самоубил се в София на 26 март 1925 г. Архитектурно-скулпурният паметник е направен през 1968 г. и се състои от гранитен пиедестал и бронзов бюст с размери 110/90/30 см. Бюстът е дело на професор Иван Фунев, а пиедесталът е от Атанас Юруков. Намира се в двора на къща музей „Яко Доросиев“. |
|             | 1965              | Геренилото                                             | Бюст-барелеф в памет на Димчо Дебелянов – изработен е от сръбския скулптор Джоко Радивоевич. Гранитният отломък има размери 160/120/60 см, в който е направена релефната (орелеф) фигура на поета. |
|             | 1966              | Парк на кооперативния пазар                            | Паметник в чест на Найден и Петко Попстоянови – открит на мястото, където се е намирала родната им къща. Има размери 150/130/30 см и е направен от гранитна скала. |
|             | 1947              | Маджаров парк                                          | Бюст-паметник на Михаил Маджаров – изработен от Иван Лазаров с размери 90/60 см и се намира в парка, дарен на храма „Успение на Пресвета Богородица“, като фундаментът го прави значително по-висок. Бюстът е направен още през 1934 г. и бил с кабинетно предназначение, а впоследствие става съставна част от паметника и е в своеобразен комплекс с намиращата се в подножието на парка „Маджарова чешма“. |
|             | 1930              | Парка на пл. „20-ти Април“                             | Чешма-паметник на Рашко Маджаров – съградена в негова и в чест на кооперативното водоснабдяване на Копривщица и региона. Има размери 180/180/250 см и е издигната от признателна Копривщица и софийската окръжна постоянна комисия.. |
|             | 1970              | Архитектурен ансамбъл „Арнаут махала“                  | Чешма-паметник на Дончо Ватах войвода – построена е от Дирекция на музеите в памет на войводата, по случай на 110 г. от гибелта му. Направена е от гранитен блок с размери 200/110/110 см и се намира недалеч от мястото, където се е намирала родната къща на войводата, на левия бряг на река Петрешка, в непосредствена близост до другата чешма на името на Лука Брайков, наричана простонародно „Арнаутец“. |
|             | 1984              | Централен административен площад                       | Паметник на Антон Иванов – бронзовият паметник е изработен от Александър Апостолов и Петко Татаров. |
|             | 24 юли 1955       | Двора на храм „Успение на Пресвета Богородица“         | Надгробен паметник на Евтимий Сапунджиев |
|             | 2008              | Парка на пл. „20-ти Април“                             | Паметник на Иван Врачев. |
|             | 2018              | Лобното му място в местността „Чардашко дере“          | Паметник на поп Дончо Плачков |
|             | 1942              | Местност „Свети Никола“                                | Надгробен паметник на Иван Джартазанов – погребан по негово желание в местността „Свети Никола“. |
|             | Преди 1936        | Двора на храм „Успение на Пресвета Богородица“         | Семейна гробница на Ненчо Палавеев – наподобява саркофаг изработен от черен полиран мрамор с издълбани благодарствени слова на х. Ненчо, отправени към неговите родители. На малък пиедестал с вградени портрети на тримата покойници е поставен пресъздаден от бял мрамор ангел, прегърнал православен кръст, висок почти колкото него. От двете страни на саркофага са засадени майсторски култивирани черници. Построена е, още докато хаджията е бил жив. |
|             | 1958              | Площад „20-ти Април“                                   | Мост в чест на 80-годишнината от Априлското въстание – мост над река Тополница с паметен надпис. |
|             | 12 септември 2018 | Климатичен пансион на СУ „Любен Каравелов“             | Паметна плоча и чешма в чест на Йоаким, Георги, Веселин и Александър Груеви, дарили на училищното настоятелство през 1910 г. двора си за построяването на Климатичния пансион. Плочата е поставена на източния ограден зид на пансиона по инициатива на Дирекция на музеите. |
|             | 1976              | Пред Керекова чешма и Шулеви къщи                      | Кереков мост – мост над река Тополница изграден в чест на стогодишнината на Априлското въстание |
|             | 1971              | Пред Къща музей „Георги Бенковски“                     | Чешма-паметник на Георги Бенковски. Чешмата е изработена от копривщенския каменоделец Атанас Юруков с размери 170/110/40 см. |
|             | 2008              | На гроба му пред Храм „Свети Николай“                  | Паметна плоча на Аврелиан. С подходяща церемония и в присъствието на почти цялото градско население на 11 януари 1878 г. тленните останки на воина са положени в храма. |
|             | 2008              | Къща музей на Любен и Петко Каравелови                 | Бюст-барелеф на Петко Каравелов |

## Други паметници и мемориали
| Паметник на Салчо Василев                       | архитектурен паметник на убитите преди 9 септември 1944 г. Салчо Василев, Нешо Шабанов и Георги Мандулов. Намира се на около 15 км от Копривщица близо до „Лъженския мост“, в района на яз. „Душанци“. Изработен от каменоделеца Атанас (Танчо) Юруков през 1956 г. Изпълнен е от куполообразна гранитна морена.                                                                                                   |
| Паметник на Иван Кривиралчев и Христо Тороманов | направен е в памет на двамата ятака на партизанския отряд „Георги Бенковски“ – малолетния Иван Кривиралчев и Христо Тороманов, убити на 31 март 1944 г. Намира се на малка могила в местността „Голям поп“ на около 7 километра от града по пътя за хижа „Павел Делирадев“. Направен е от гранит с размери 120/90/30 см от копривщенския каменоделец Атанас Юруков със средства на Найден Кривиралчев през 1954 г. |
| Бюст-паметник на Антон Иванов                   | изработен е от скулптора Крум Дерменджиев с размери 110/90/30. Паметникът е открит през 1962 година. |
| Паметник на Марин Тодоров – от Челопеч          | намира се в местността „Градище“ (Гръми дол) на около три километра от град Копривщица по пътя за София. Направен в памет на един от първите партизани, който загинал на това място в сражение с полицията на 22 февруари 1942 г. Представлява постамент и гранитна плоча с размери 60/40/25 см и е открит през 1968 г.                                                                                            |
| Паметник на Петко Кълев                         | изработен е от каменоделеца Стоян Тренов през 1961 г. Посветен на загиналия при злополука в гората през 1941 г. деец на нелегалната организация на БКП. Намира се на около 15 км от града в местността „Влък“ в близост до тогава съществуващия бук, наричан „Пирон дърво“. Изработен е от гранитен блок с размери 150/100/70 см.                                                                                  |
| Паметник на Борис Захов                         | убит при престрелка от полицията на 3 май 1944 г. Паметникът се намира по поречието на Бяла река на левия ѝ бряг, на около два километра от града. Направен е от морена с размери 110/90/20 см от Атанас Юруков. |
| Бюст-паметник на Рашко Маджаров                 | направен е в чест на заслужилият гражданин, залесител, радетел за електрифицирането на града и туристически деятел. Без постамента има размери 60/70 см и е направен през 1943 г. от неизвестен скулптор, а фундаментът е от Атанас Юруков. Паметникът се намира в горския разсадник на одържавеното през 1920 г. Дружество за залесяване.                                                                         |